# Петтаццони, Раффаэле
Раффаэ́ле Петаццо́ни (итал. Raffaele Pettazzóni; 3 февраля 1883, Сан-Джованни-ин-Персичето, провинция Болонья, Эмилия-Романья — 8 декабря 1959, Рим) — итальянский историк религии и археолог.

## Биография
Раффаэле Петтаццони родился в Сан-Джованни-ин-Персичето 3 февраля 1883 года, в 1905 году получил высшее филологическое образование в Болонье, в 1908 году окончил Итальянскую школу археологии (Scuola italiana di Archeologia) в Риме, с 1914 по 1924 год преподавал историю религии в Болонском университете, с 1924 по 1958 год возглавлял первую кафедру истории религии в Римском университете
«Ла Сапиенца».
С 1909 года был инспектором в Музее доисторических времён и этнографии в Риме, с 1933 года — академик Италии, с 1946 года — член Академии деи Линчеи (в 1927 году он получил королевскую премию этой академии). В 1935 году прочитал курс лекций в Уппсальском университете (Швеция). В 1950 году избран президентом Международного общества истории религий (Società internazionale di storia delle religioni) и в этой должности председательствовал на двух съездах Общества — в 1955 году в Риме и в 1958 году — в Токио. Редактировал журнал Numen.

## Основные труды
- La religione primitiva in Sardegna («Примитивная религия на Сардинии», 1912);
- La religione di Zarathustra nella storia religiosa dell’Iran («Религия Заратустры в религиозной истории Ирана», 1920);
- La religione nella Grecia antica fino ad Alessandro («Религия в Древней Греции до Александра», 1921);
- Dio: formazione e sviluppo del monoteismo («Бог: формирование и развитие монотеизма»). Том I: L’Essere celeste nelle credenze dei popoli primitivi («Небесное существо в верованиях примитивных народов», 1922);
- I misteri («Тайны», 1924);
- La confessione dei peccati («Исповедание грехов», 3 тома, 1929—1935);
- Saggi di storia delle religioni e di mitologia («Очерки истории религий и мифологии», 1946);
- Miti e leggende («Мифы и легенды», 4 тома, 1948—1963);
- Essays on history of religion («Очерки по истории религии», 1954);
- L’onniscienza di Dio («Всеведение Бога», 1955);
- L’essere supremo nelle religioni primitive («Высшее существо в примитивных религиях», 1957);
- Religione e società («Религия и общество», опубликовано посмертно в 1966).